# キエフスカヤ駅 (環状線)
座標: 北緯55度44分35秒 東経37度33分52秒 / 北緯55.743154度 東経37.564316度
キエフスカヤ駅（キエフスカヤえき、ロシア語: Киевская）は、モスクワ地下鉄5号線環状線の駅。鉄道のキエフスキー駅（キエフ行き列車の発着駅）と接続している。
環状線のキエフスカヤ駅はアルバーツコ＝ポクローフスカヤ線やフィリョーフスカヤ線ともつながっており、そのため環状線の駅の方を他の路線の駅と区別するためにキエフスカヤ・環状線駅と呼ぶこともある。

## 駅の場所
他の2つの地下鉄駅（いずれも「キエフスカヤ駅」）と共有の入り口は、鉄道駅であるキエフスキー駅の構内にある。

## 歴史
環状線は1950年から段階的に開通していたが、1954年3月14日にベラルースカヤ駅 - パールク・クリトゥールイ駅間が開通し、キエフスカヤ駅も開業した。このときの開通により環状線は全線開通となり、名前どおりの環状線として完成した。

## 装飾
駅のデザインはウクライナで行われた公開コンテストで選ばれた。白い大理石で上張りされた四角い支柱で装飾されており、支柱の上にはロシアとウクライナの連帯を賛美する大きいモザイク画が飾られている。支柱の間にあるアーチもモザイク画も精巧な金色の装飾が施されている。プラットホームの端にはレーニンの肖像画が飾られている。

## 乗り換え
- キエフスカヤ駅（モスクワ地下鉄3号線）
- キエフスカヤ駅（モスクワ地下鉄4号線）
- キエフスキー駅（鉄道駅）